# Libro de oro de la Nobleza Romana (1842)
El Libro de oro de la Nobleza Romana (en italiano, Libro d'oro della Nobiltá Romana) es un manuscrito ricamente iluminado en 1842 y que sirvió como registro de la nobleza de la ciudad de Roma.

## Historia

### Antecedentes
Tras la reorganización de la nobleza de Roma por medio de la constitución Urbem Romam otorgada por Benedicto XIV en 1746, se mandaron hacer tres libros antecedentes del Libro de oro realizado en el siglo XIX. Los libros se referían a:
- Libro de cives o ciudadanos de Roma.
- Libro de nobiles romanorum o nobles romanos, segundo grado de la nobleza de la ciudad de Roma, las familias nobles.
- Libro de nobiles conscriptum, en que se identifican los cabezas de familia nobles de mayor relevancia, en un número inicial de 60 según la constitución citada.

El libro, junto con los de las órdenes de caballería fueron quemados el 17 de junio de 1798 en el marco de la revolución producida por la invasión francesa de los Estados Pontificios.

### Desarrollo
Tras cuarenta años, hacia 1836 se comenzó la recogida de datos para la realización de un nuevo libro de oro. Tres años después, en 1839, se encargó, a los marqueses Muri y Melchiorri, la confección de un nuevo libro.
El encargo material se realizó por parte de los dos marqueses al miniaturista Giovanni Rust, que en ese momento era custode (en español, conservador) de los Museos Capitolinos de Roma. Rust finalizó el trabajo el 22 de abril de 1842. En 1844 se comenzó la encuadernación del libro.
El 27 de julio el marqués Melchiorri presentó el libro a la Congregazione Capitolina. Se conserva en el Archivio Storico Capitolino.

## Descripción

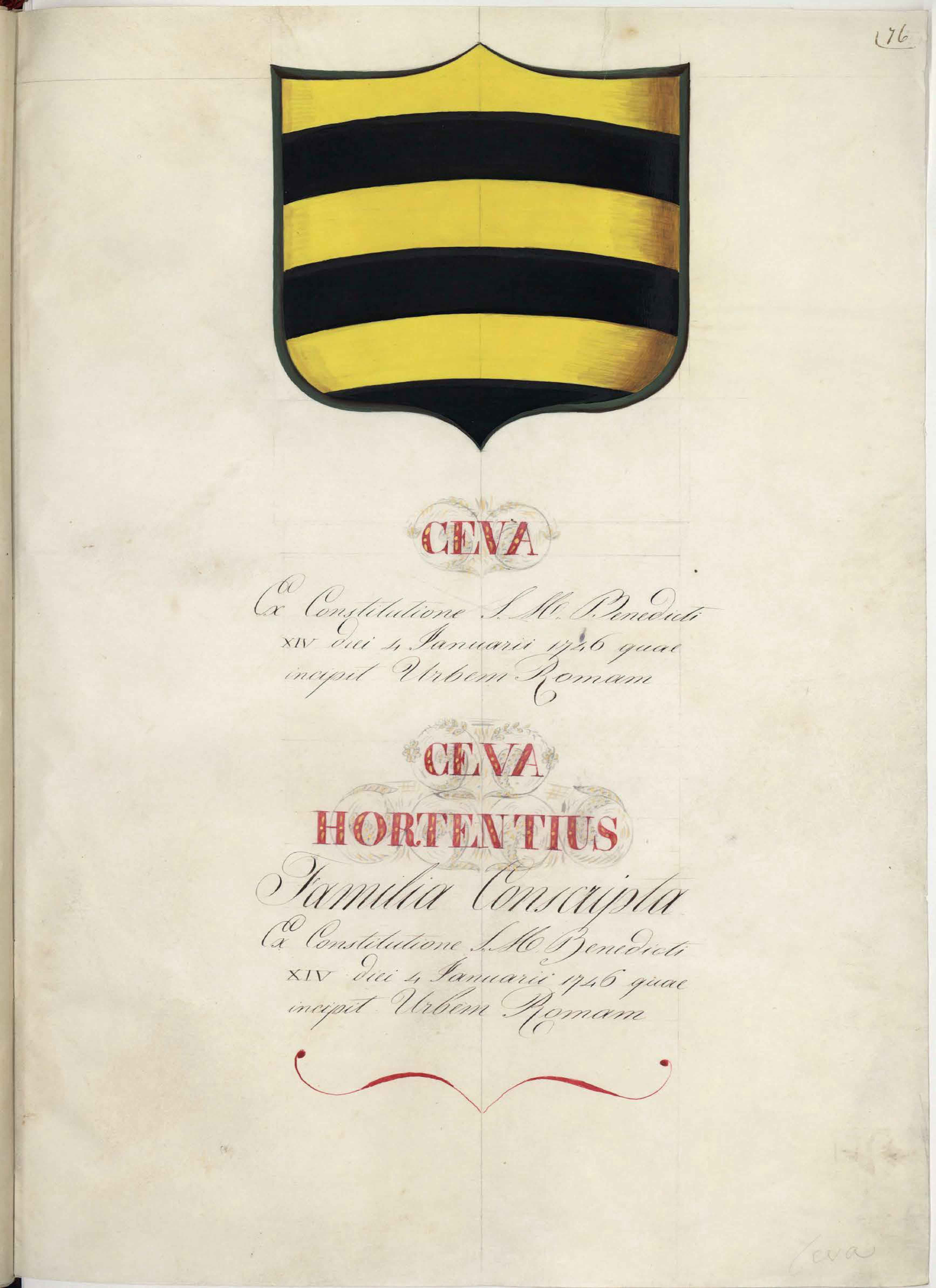
Página del libro en que se muestra el escudo de la familia Ceva, su carácter de familia de nobles romanos, así como la referencia en la parte inferior a Ortensio Ceva como nobile coscritto.

La obra se encuentra ricamente ilustrada por miniaturas de Giovanni Rust. Cuenta con tres frontispicios, ricos en decoración. A continuación se disponen los blasones (aproximadamente, 331) de las familias nobles. En el caso de cabezas de familia considerados nobles conscritos, aparecen bajo el blasón y nombre de su familia como nobles romanos. Siguiendo las disposiciones de Pío IX en la materia, se incluyeron también, después de 1853, los blasones de las familias consideradas como conscritas. 
El libro se encuentra encuadernado con gran lujo y la encuadernación fue guarnecida con bronces de Wilhelm Hopfgarten.
La obra se encuentra digitalizada y disponible en la web del Archivio Storico Capitolino.